# Historische taalkunde
De historische taalkunde, ook wel diachronische of diachrone taalkunde, is de studie van taalverandering en dan meer de aard daarvan dan de taalverandering zelf. De volgende vijf hoofdpunten staan centraal:
- waargenomen taalveranderingen beschrijven en verklaren.
- de historische ontwikkeling van talen reconstrueren en hun onderlinge verwantschap ontdekken (vergelijkende taalkunde). Door bij verschillende talen terug te gaan in de tijd bouwt men een genealogie van taalverwantschap op, en komt men tot gemeenschappelijke stamtalen zoals het Proto-Indo-Europees.
- algemene theorieën ontwikkelen met behulp waarvan taalverandering wordt beschreven en verklaard.
- de geschiedenis van spraakgemeenschappen beschrijven.
- etymologie, ofwel de geschiedenis van woordvormen.

Daarnaast heeft de historische taalkunde ook betrekking op de dialectologie, de fonologie, de morfologie en de syntaxis. 
De historische taalkunde kan als hyperoniem worden verbonden aan de theoretische studie van taalverandering en als minder brede term aan de veranderingen van talen apart.

## Geschiedenis en ontwikkeling
In de huidige vorm is de historische taalkunde aan het einde van de 18e eeuw ontstaan vanuit de filologie die zich steeds meer met teksten en documenten uit de Oudheid bezighield. 
Een vraag van de belangrijkste die centraal staan in de diachrone taalkunde is hoe en waardoor talen en taalfamilies ooit ontstaan zijn (glottogonie), en nog steeds veranderen. Aanvankelijk hield de historische taalkunde zich vooral bezig met taalreconstructie en het vaststellen van de verschillende taalfamilies met behulp van de vergelijkende methode en interne reconstructie. Eerst werd dit alleen gedaan voor de Indo-Europese talen, later ook voor andere taalfamilies. Tegenwoordig vormt de vergelijkende taalkunde niet meer dan een klein deelgebied van de historische taalkunde. 
Naarmate de vergelijkende taalkunde verder teruggaat in de tijd, worden de voorgestelde theorieën uiteraard speculatiever. Sommige in de historische taalkunde voorgestelde verwantschappen zijn dan ook (nog?) erg omstreden, met name die van het Nostratisch en het Proto-World. Over het algemeen wordt aangenomen dat het onderzoeken van verwantschap tussen verschillende talen en taalfamilies weinig of geen zin meer heeft als de onderzoeksperiode meer dan 10.000 jaar beslaat, aangezien zelfs etymologisch verwante woordvormen dan onherkenbaar kunnen zijn geëvolueerd. Met behulp van alternatieve nieuwe methodes - zoals glottochronologie en de door Joseph Greenberg ontwikkelde lexicale massavergelijking - kunnen hooguit bepaalde hypotheses gedeeltelijk worden onderbouwd.

## Synchroon / diachroon
Er wordt in navolging van Ferdinand de Saussure  onderscheid gemaakt tussen diachrone en synchrone taalkunde. Diachrone taalkunde bestudeert onder andere taalverschijnselen in hun ontwikkeling door de tijd heen. Synchrone taalkunde bestudeert de taalverschijnselen in één bepaalde periode die al dan niet tot het verleden behoort, bijvoorbeeld een enkele periodefase van het Oudnederlands of het Middelnederlands. Vóór het onderscheid tussen synchrone en diachrone taalkunde scherp werd afgebakend was eigenlijk alle moderne taalkunde historisch georiënteerd. 